# Habitatge a la plaça de Fra Bernadí, 10 (Manlleu)
L'Habitatge a la plaça de Fra Bernadí, 10 és una obra modernista de Manlleu (Osona) inclosa a l'Inventari del Patrimoni Arquitectònic de Catalunya.

## Descripció
Casa construïda sobre les voltes de la plaça, pel que consta d'un sol pis on s'hi obre una gran balconada que recorre tota la façana, amb una barana de ferro forjat. S'hi obren quatre finestres amb les llindes decorades amb un entaulament de frontó punxegut amb representacions vegetals al timpà, pintat amb estuc de colors. Tota la façana està decorada per incisions a l'arrebossat imitant carreuons de pedra ben tallats. A la part superior de la façana hi ha una franja o sanefa que abasta tota l'amplada de la façana, amb motius vegetals esculpits de guix i pintats de colors vius.

## Història
Segueix la tipologia de les cases de Manlleu que foren transformades a principis de segle, degut a la prosperitat de la Revolució industrial.